# Eleocharis reichei
Eleocharis reichei är en halvgräsart som beskrevs av Johann Otto Boeckeler. Eleocharis reichei ingår i släktet småsäv, och familjen halvgräs. Inga underarter finns listade i Catalogue of Life.